# La Famiglia Rossi vs tutti
La Famiglia Rossi vs tutti è il quinto album in studio del gruppo La Famiglia Rossi pubblicato nel 2007 dall'etichetta discografica Dischi Lampo.

## Il disco
La Famiglia Rossi vs tutti affronta con sonorità più "dure" rispetto ai precedenti album, temi semplici con cui si è chiamati a confrontarci quotidianamente. Tutto questo attraverso uno ironico e scanzonato, ma sempre attento alle tematiche sociali contemporanee al nostro tempo.

## Tracce
1. L'ombra delle nuvole che passano – 3:42
2. Uffà Uffà – 2:56
3. Wanda – 2:45
4. Il ragno – 3:59
5. Incipit – 0:31
6. La musica – 4:00
7. Tienila spenta – 4:28
8. La palla – 3:10
9. Antibagno – 0:35
10. Sai che c'è? – 5:28
11. Fragile virtù – 3:43
12. Andare più piano – 4:43
13. Un nemico al giorno – 5:16
14. Say more – 4:39
15. Chiosa – 0:23

## Formazione

### Gruppo
- Vittorio Rossi - voce
- Leo Rossi - basso
- Marcello Rossi - batteria
- Paolo Rossi - sax, tenore, baritono, alto e soprano
- Carlo Rossi detto Skizzo - chitarra, voce, basso e armonica a bocca

### Altri
- Alessandro Amadori
- Ricky Gianco
- Roby Zonca
- Cippa
- Paletta
- Marco Remondini
- Ciccio Bolognesi
- Gigi Ghezzi
- Fabio Arrigoni